# Шамс-ад-дин Шемахи
Шамс-ад-дин Шемахи (азерб. Şəmsəddin Şəmaxi) — азербайджанский архитектор XVI века. В своём творчестве продолжал традиции ширвано-апшеронской архитектурной школы. Среди его строений сохранился построенный из тёсанного камня мавзолей Шейха Мансура (1570 год) в селении Хазра Габалинского района Азербайджана. На китабе мавзолея высечено имя архитектора. До наших дней также сохранился мавзолей Шейха Мезида (Мазьяд), построенный в городе Ахсу в 1562 году.